# Pia Mechler
Pia Mechler (* 19. Februar 1983 in Darmstadt) ist eine deutsche Schauspielerin, Regisseurin und Autorin.

## Leben
Pia Mechler wurde als Tochter eines deutschen Flugkapitäns und einer in Chile aufgewachsenen polnisch-australisch-deutschstämmigen Mutter geboren. Sie studierte Schauspiel am European Film College in Dänemark. Ihre Ausbildung schloss sie 2005 mit einem Diplom ab. Nach ihrem Abschluss zog Mechler nach Berlin. Dort arbeitete sie mit der Schauspiellehrerin Kristiane Kupfer und besuchte Workshops in Gesang und Stimmbildung.
Mechler spielte ab 2004 zunächst in einigen Kurzfilmen. Ab 2005 war sie in deutschen und englischen Fernseh- und Filmproduktionen zu sehen. 2008 spielte sie in der zweiteiligen Verfilmung von Terry Pratchetts Scheibenwelt, 2009 in dem auf RTL ausgestrahlten Katastrophenfilm Vulkan. 2010 hatte sie die Hauptrolle in dem für den Studenten-Oscar nominierten Film The Night Father Christmas Died.
Mechler war Teil der portugiesischen Electro-Pop-Band MAU mit einem Vertrag bei Universal Music Portugal. 2015 wurde ihr Debüt-Roman Remisuri im shelff-Verlag veröffentlicht.
Sie arbeitet und lebt in New York City.

## Filmografie
- 2004: Five to Six (Kurzfilm)
- 2004: Bad Beat Boys (Kurzfilm)
- 2005: Das geheime Leben der Spielerfrauen (Fernsehserie, 2 Folgen)
- 2008: The Color of Magic
- 2008: Torstraße intim (Webserie)
- 2009: Ein starkes Team – Geschlechterkrieg (Fernsehserie)
- 2009: Invisible Eyes
- 2009: Vulkan
- 2010: The Night Father Christmas Died (Kurzfilm)
- 2011: The Big Black
- 2012: Um Himmels Willen – Blutige Anfänger (Fernsehserie)
- 2013: Morden im Norden – Bauernopfer (Fernsehserie)
- 2010: The Night Father Christmas Died
- 2015: Letzte Spur Berlin – Vergessen (Fernsehserie)
- 2015: Süßer September
- 2017: Ein schrecklich reiches Paar
- 2017: Mein Bester & Ich (The Upside)
- 2018: Everything Is Wonderful (auch Buch und Regie)
- 2019: Beck is back! – Tod den Tyrannen (Fernsehserie)
- 2019: Gutterbee
- 2020: Devils (Fernsehserie, 10 Folgen)
- 2022: Devils 2 (Fernsehserie, 8 Folgen)